# Елтман
Елтман (њем. Eltmann) град је у њемачкој савезној држави Баварска. Једно је од 26 општинских средишта округа Хасберге. Према процјени из 2010. у граду је живјело 5.324 становника. Посједује регионалну шифру (AGS) 9674133.

## Географски и демографски подаци
Елтман се налази у савезној држави Баварска у округу Хасберге. Град се налази на надморској висини од 237 метара. Површина општине износи 40,7 km². У самом граду је, према процјени из 2010. године, живјело 5.324 становника. Просјечна густина становништва износи 131 становника/km².

## Међународна сарадња
| Мјесто | Држава    | Врста сарадње | Од    |
| ------ | --------- | ------------- | ----- |
|        | Француска | партнерство   | 2000. |
| Извор  |           |               |       |